# Dendronephthya gardineri
Dendronephthya gardineri är en korallart som beskrevs av Thomson och Mackinnon 1909. Dendronephthya gardineri ingår i släktet Dendronephthya och familjen Nephtheidae. Inga underarter finns listade i Catalogue of Life.